# 岩馆站
岩馆站（日语：／ Iwadate eki */?）位于秋田县山本郡八峰町八森字釜之上，是东日本旅客铁道（JR東日本）管辖的五能线上的鐵路車站。此站為临时快速“Resort白神号”的停车站。

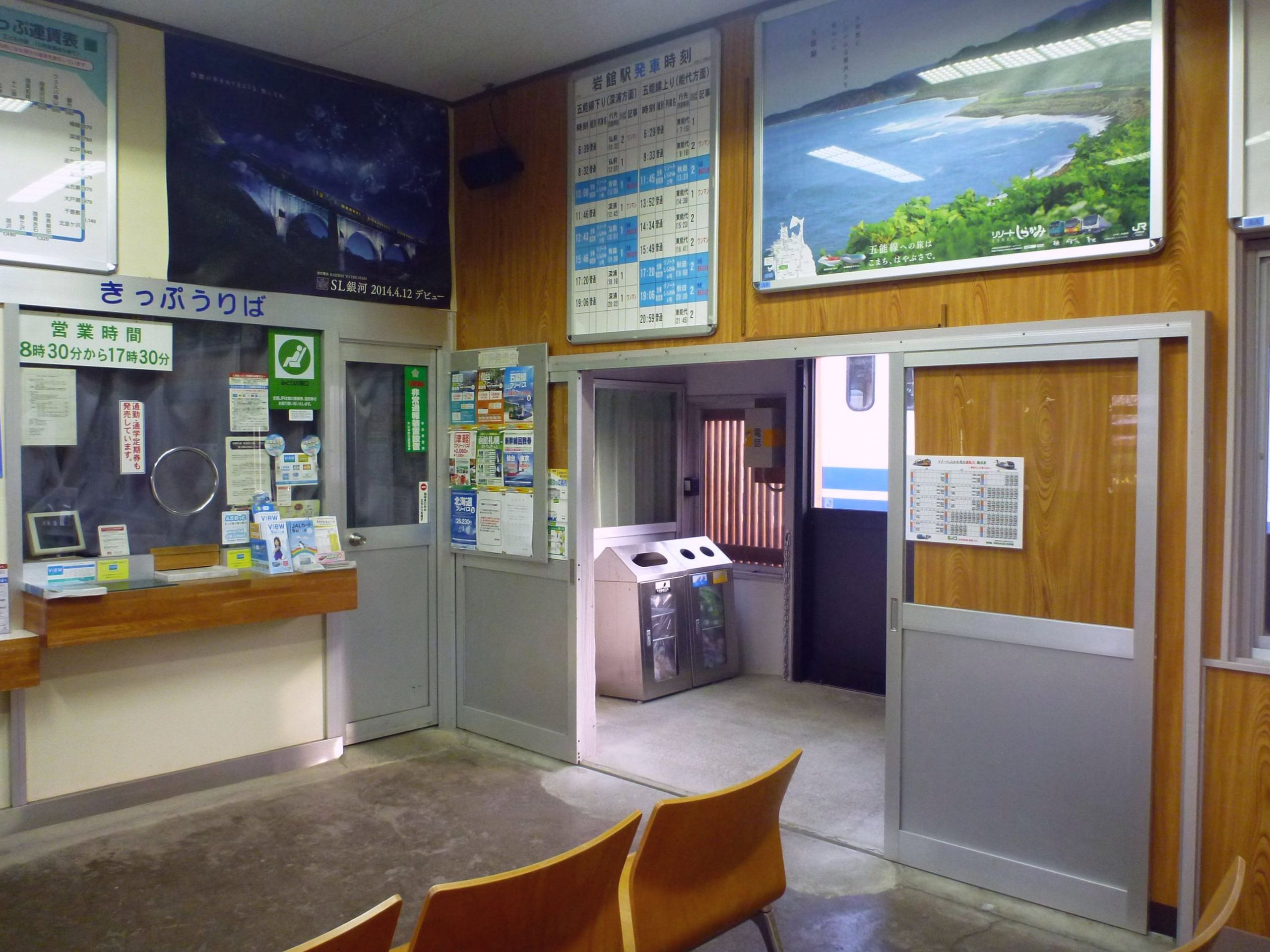
車站內部（2014年5月）

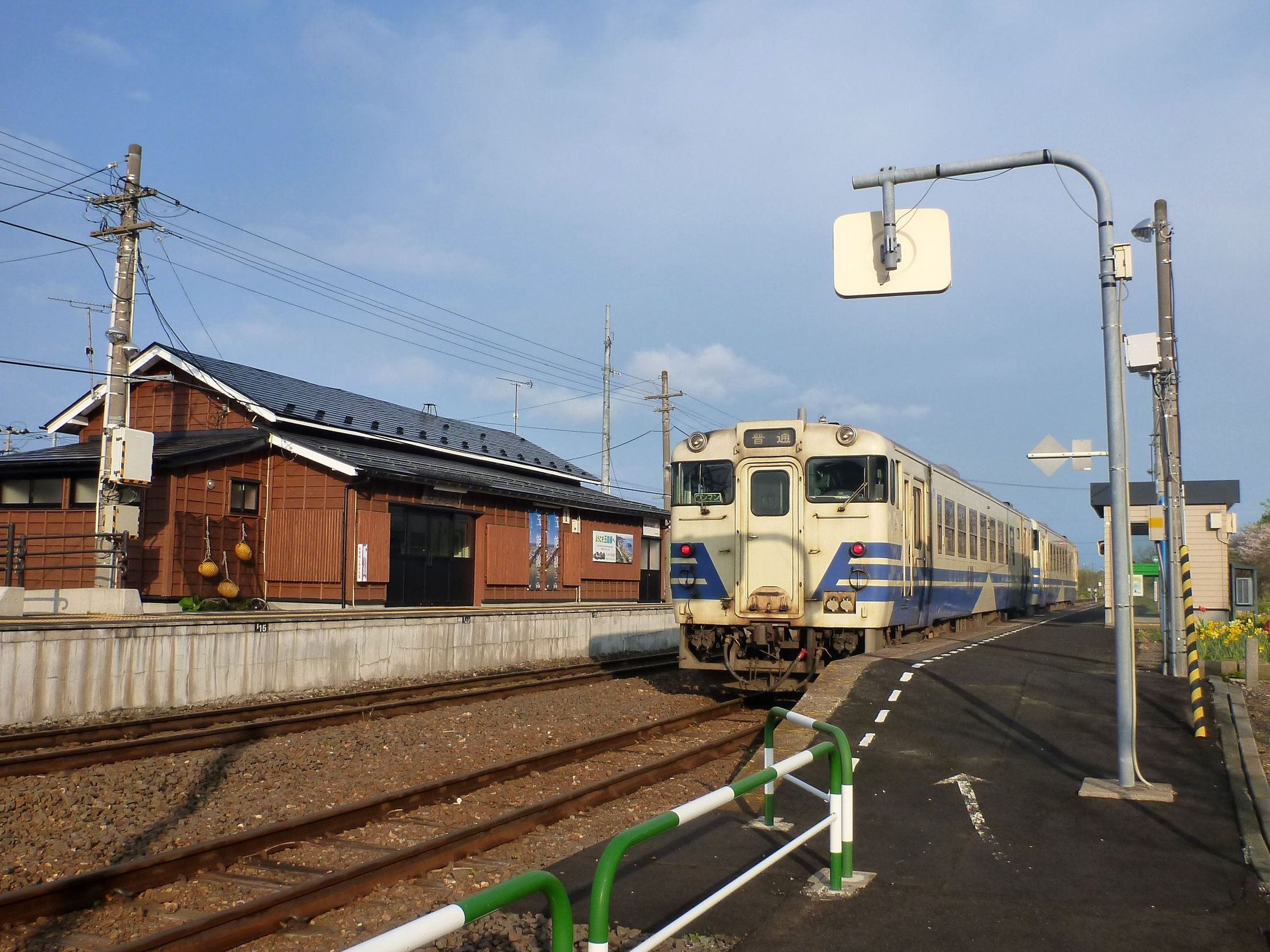
月台（2014年5月）

## 历史
- 1926年11月24日 - 作为国铁车站投入运营。
- 1987年4月1日 - 国铁分割民营化后成为JR东日本车站。
- 2003年4月1日 - 业务委托化。废除岩馆站站长，由能代站站长管理。
- 2007年4月1日 - 当天起，所有“Resort白神号”列车开始在本站办理客运业务。
- 2010年11月23日 - 使用木栅格连接到站房的外墙，并以复古风格进行翻新
- 2015年8月31日 - 绿色窗口取消[2]。

## 车站结构
侧式站台2台2线的地上车站。站台间通过站内道口连接。能代站管理的业务委托站（JR东北综合服务，早晚间无站员值守）。站内设有自动售票机和候车室。

### 站台配置
| 站台 | 路線    | 方向 | 目的地           | 备注                    |
| ---- | ------- | ---- | ---------------- | ----------------------- |
| 1    | ■五能线 | 下行 | 深浦・鯵泽方向   | 本站始发下行列车在2站台 |
| 2    | ■五能线 | 上行 | 能代・東能代方向 | 本站始发上行列车在1站台 |

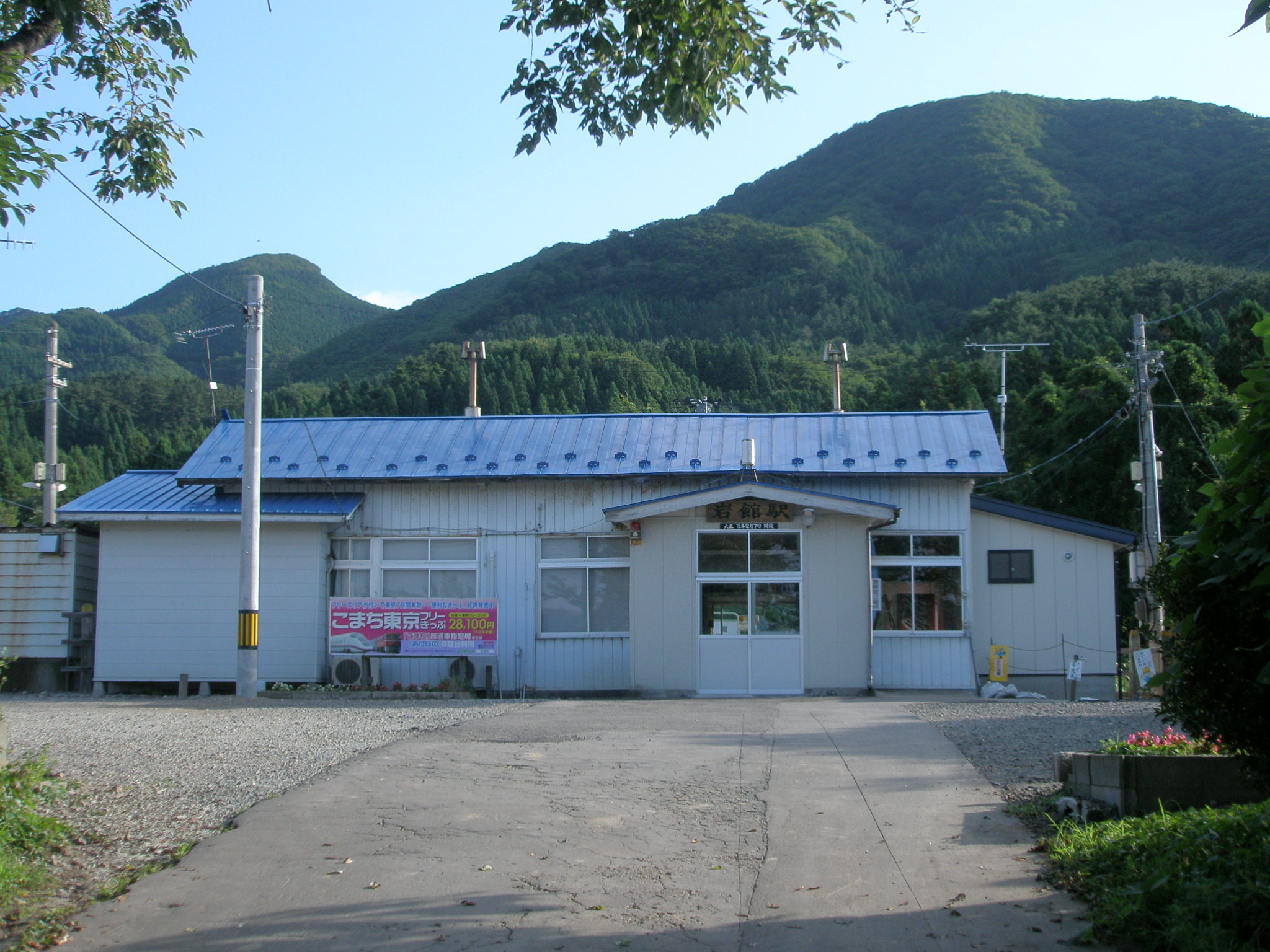
岩馆站站房更新工程前（2007年8月20日）
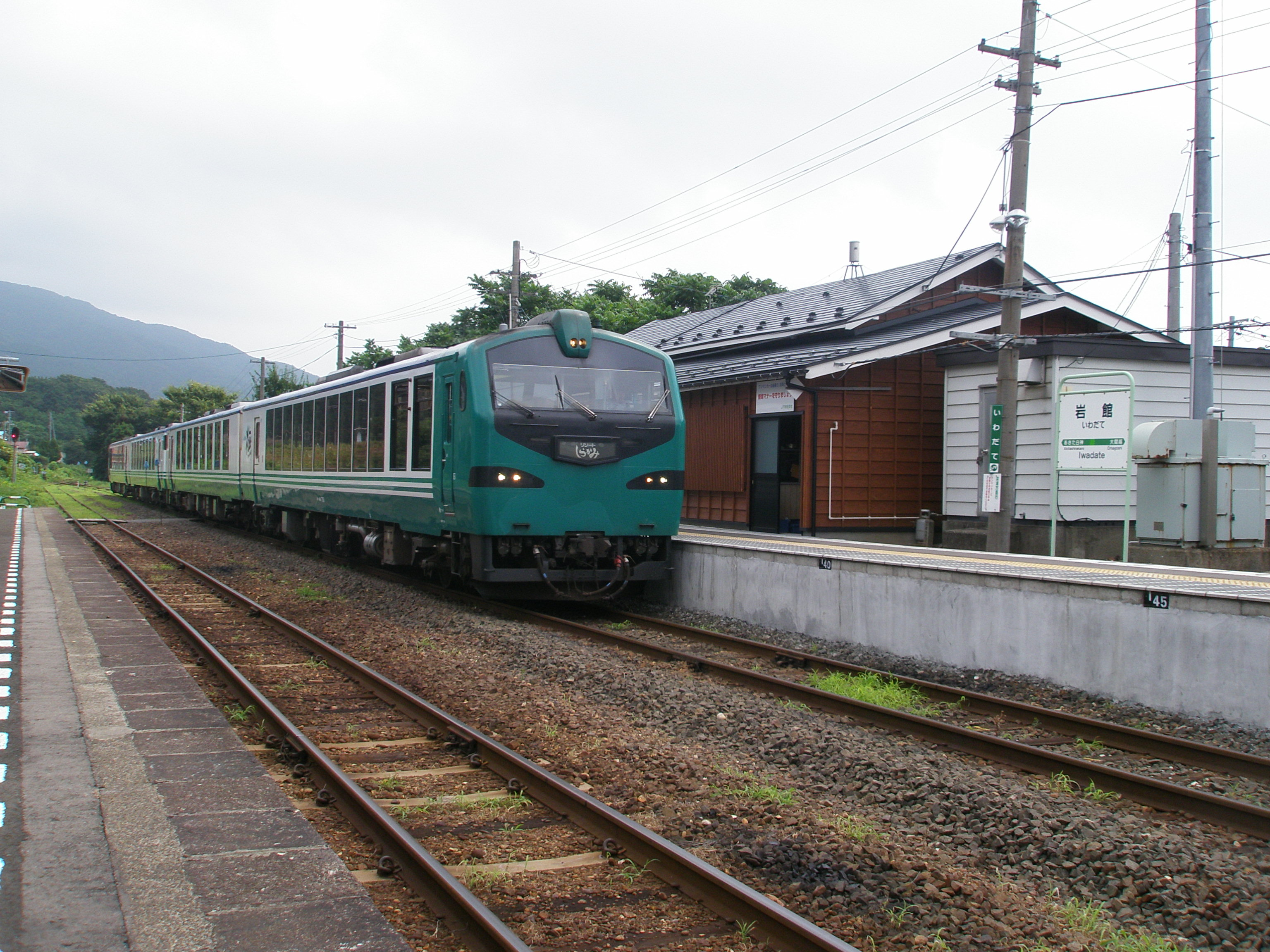
“Resort白神”橅编组停靠岩馆站（2011年8月13日）

## 使用情况
| 乘车人数变化 | 乘车人数变化   |
| 年度         | 日平均乘车人数 |
| ------------ | -------------- |
| 2000         | 85             |
| 2001         | 87             |
| 2002         | 88             |
| 2003         | 86             |
| 2004         | 76             |
| 2005         | 73             |
| 2006         | 71             |
| 2007         | 80             |
| 2008         | 59             |
| 2009         | 62             |
| 2010         | 46             |
| 2011         | 38             |
| 2012         | 27             |
| 2013         | 33             |
| 2014         | 30             |
| 2015         | 22             |
| 2016         | 26             |

## 相邻车站
東日本旅客铁道
■五能线
- 临时快速“Resort白神号”停车站

□快速
秋田白神 ← 岩馆 ← 十二湖
■普通
秋田白神－岩馆－大间越